# 性同意

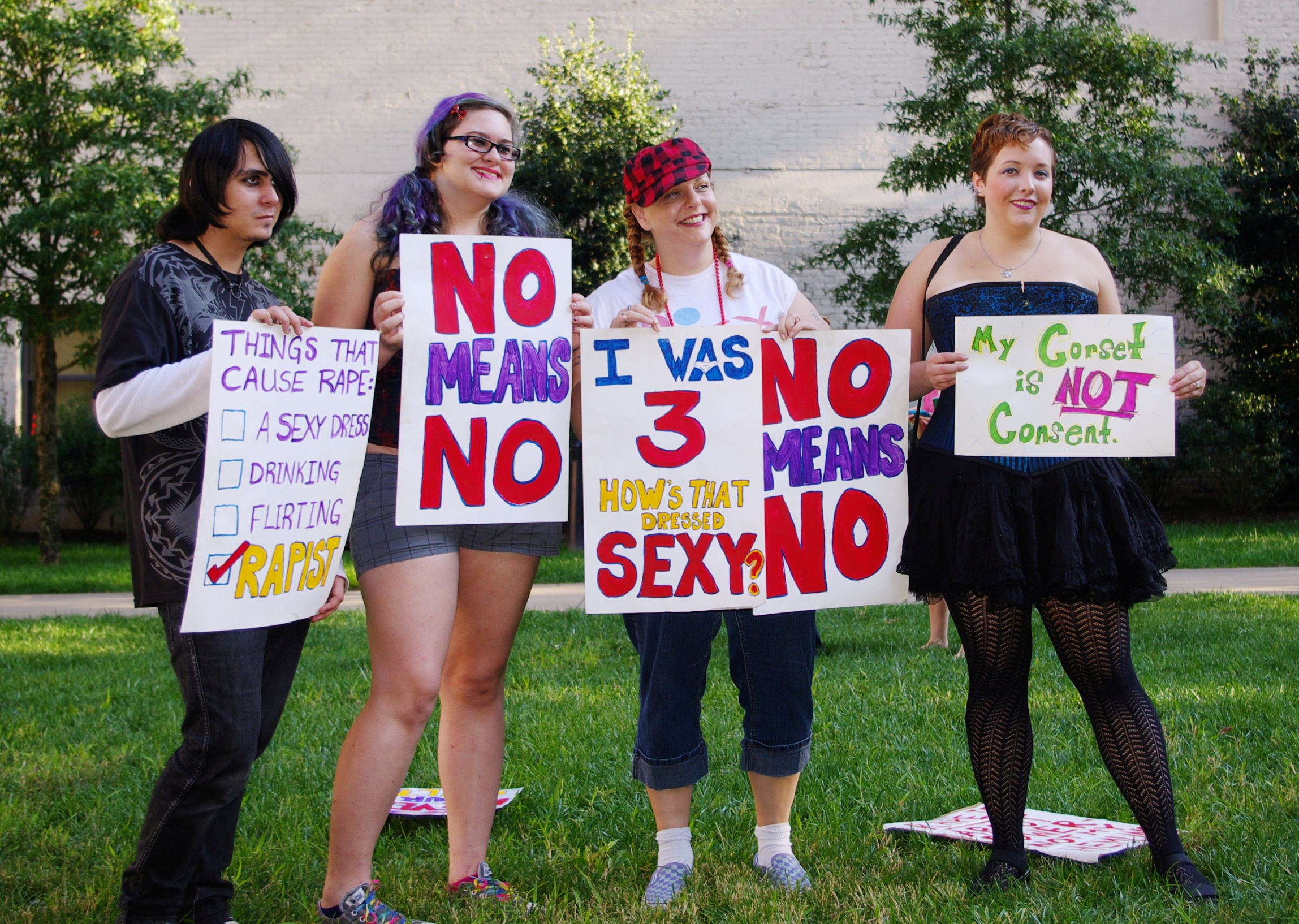
手持对同意表示肯定的標語的蕩婦遊行示威者。當中兩塊示威牌上寫有「不同意就是不同意」（No Means No），其餘的示威牌則寫道女性的穿着不代表其是否同意。

性合意表示性行為的參與者接受彼此的行為，是合意性行為的前提。沒有得到当事人同意而與其進行性行為的情況可視為強姦或性侵犯。在20世紀80年代後期，洛伊絲·皮諾這名學者表示社會的性態（sexuality）必須邁向更具溝通性的模式，使得同意更為明確清晰、更具有層次及客觀；這令同意的內涵比起「同意就是同意」或「不同意就是不同意」更為複雜。許多大學都開展了有關「同意」這件事的活動。相關活動和口號能有效地提高校園內對性侵犯等問題的關注。
在加拿大「同意是指……在沒有利用信任、權力或權威，或受到強迫、威脅的情況下，對參與性行為的自主同意」。同意可在任何時間撤銷。
自20世紀90年代後期起，便不斷有人提出多種新的同意模式。當中又以「同意就是同意」等肯定式同意的發展為快速，比如霍尔對肯定式同意的定義：「對他人做了或提出了什麼的自主同意；性的許諾；不論在意見還是情感上都對該段性关系表示同意」。希克曼和穆赫哈德共同指出同意應為「對進行性行為的積極意願之口頭或非口頭交流」。在部分情況下，肯定式同意會因某些根本原因而不被視為有效。

## 同意的元素
學術文獻對同意的定義及如何交流相關意願仍欠共識，相關內容也出現了矛盾及限制。蒙納士大學犯罪學高級講師詹姆斯·瀚思認為有關同意的法律定義需要普世通用，以避免法律判决出現混乱。他也證明了道德上有關同意的概念並不跟法律上的一致。比如說成年的兄弟姊妹或家庭成員之間可能會自願地發生性关系，但法律仍會視之為違反人倫及犯罪。他同時認為即使是成年人知情同意的近親性行為，立法者也會使用話語來誘使讀者把其視為不道德及犯罪。除此之外還有其他類似情況——部分低於最低合法性行為年齡的未成年人可能會對性本身有著充足的理解，並自願進入一段性关系，但法律仍會視其同意為無效。瀚思指出儘管訂立最低合法性行為年齡是必要的，但其本身並不會考慮當事人對性的理解及成熟程度。他指從這些例子皆能看出，道德上的理解並不會總是跟法律的一致。
一些人沒有足夠的能力去給予同意，甚至連表達同意的能力也沒有，他們遭認為欠缺作出知情或完全同意的能力。低於最低合法性行為年齡的未成年人及醉酒者便是其中兩個例子。人們也可能會對不想發生的性行為表示同意。
自加拿大最高法院在1999年就R訴Ewanchuk一案頒下判決後，默許在當地並不能成為性侵犯的抗辯理由。在該案中法院一致裁定同意必須明確清晰，而不能僅僅是「含蓄的（同意）」。在美國，只要抗辯方能令法院相信受害者以某種方式含蓄地表達了同意，便可成為抗辯理由。法院可將不少行為視為對性行為的默許，當中包括跟嫌疑人的過往關係（例子有友好關係、情侶關係、同居關係、婚姻關係）、在過去跟嫌疑人有過合意的性接觸、调情、穿著「過分清涼的」衣裝。

### 不願發生的性行為
不願發生的性行為包括強姦等性侵犯行為，但當中也有不能歸類為性侵犯的行為。傑西·福特於2018年發表了一項研究，當中表明一些男性會為了「證明自己不是同性戀」而不情不願地跟女性發生性行為，該項研究結論道：「雖然所有類型的性侵犯都是不願發生的性行為，但不是所有不願發生的性行為都是性侵犯」。
一項於1998年發表的研究顯示不論男女，在跟異性約會的過程中皆有可能对「不願發生的性行為」表示同意；其背後理由在於「希望使他們的伴侣感到滿足；促進親密關係；避免關係出現裂痕」。該研究的作者稱對「不願發生的性行為」之估算可能會混淆「沒有得到當事人同意的性關係」及「得到當事人同意的性關係」。

### 口頭與非口頭同意

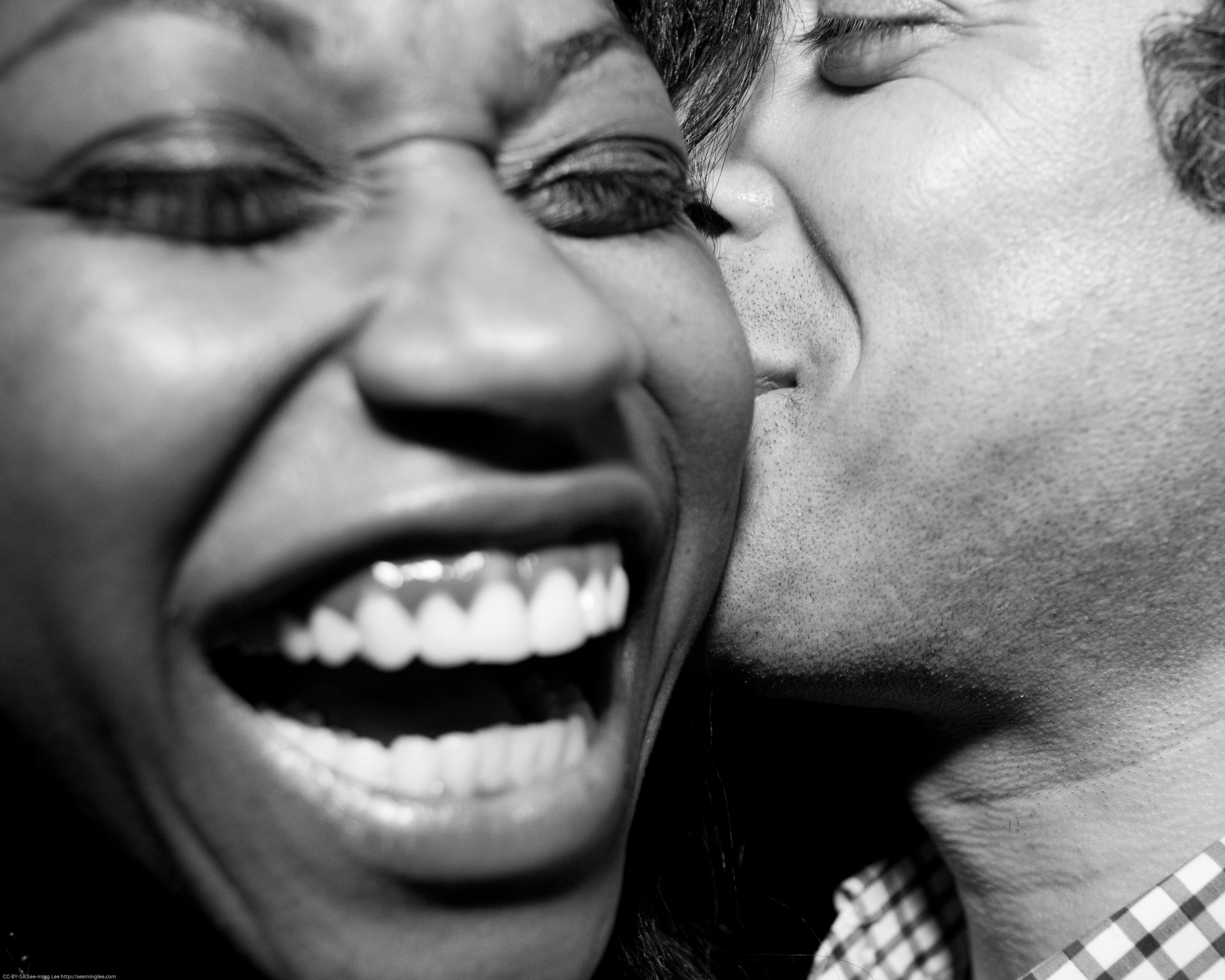
儘管不同的政策對「非口頭暗示能否視為同意」有著不同的觀點，但一些學院的守則會視非口頭交流中的同意為有效。

同意可以是口頭的，也可以是非口頭的，甚至可以兩者混用。至於有效與否則視乎當地法律及政策。《Bustle》雜誌的著者凯·伯多認為「只有口頭上的同意才能算數」。达特茅斯学院的守則指出，親密接觸中的交流很多時候都加插了非口頭的暗示（比如微笑、點頭、撫摸其伴侶的身體），但它仍同時指出「肢体语言往往並不足夠」，因為闡釋它們的同時會伴有一定風險，於是「明確的口頭交流」便成為最佳選項。《纽约时报》的報導指，男性一般會以非口頭交流來確定他人是否同意（61%的受訪者稱他們會從伴侶的肢体语言中找出他們是否同意），但女性一般會等到其伴侶用口頭詢問後才表示同意與否（只有10%表示會用肢体语言表達同意）。這一差異可能會導致異性伴侶間出現混乱。
伯多承認若性活動當中涉及BDSM情節，便有可能難以做到口頭同意，比如參與者可能已自願地用口塞塞著嘴巴，或已進入狀態。此外一些身障者因而不能說話不能給予口頭同意。伯多認為在這種情況下應給予「清晰的非口頭同意」。克萊蒙特·麥肯納學院的訓導主任表示不論口頭還是非口頭同意，其學院皆會接受。他們會透過「積極參與與否、撫摸身體時對方有沒反過來撫摸另一方的身體或鼓勵其撫摸之」等「主動參與的迹象」來評估非口頭同意的有效性。
数字媒体《Daily Dot》指出口頭同意是最佳的選擇，因為這樣參與者能清楚表達他們的慾望、發問、澄清部分不清晰的地方。相比之下非口頭同意則顯得相對欠清晰，因為人們會對「手勢、氣氛、非口頭暗示」有著不同的理解，這可使回應出現「不確定性和誤解」。心理學家兼神經科學家麗莎·費爾德曼·巴雷特指出，參與者不應「依賴臉部和肢體動作」這些在同意當中不能算作語言的事物來作判斷，因為「人腦總是揣測」如何解讀他人的微笑和表情。因此「在一般情況下，臉部表情絕不能夠反映同意與否，以至情緒……它們不能夠成為言語的代替品」。

### 年齡
低於某個司法管轄區所制定的年齡之兒童或未成年人，在法律上會遭認定不能對性行為給予有效同意。低於最低合法性行為年齡的人會被法律假定無能力對性行為給予真正有效的同意。不論當事人是否同意，與低於合法年齡的人所進行的性交，都會遭認定為性侵犯或法定強姦（視乎參與者的年齡差異而決定採用何者）。除非從事相關行為者皆低於法定年齡，否則高於年齡的一方會被視為加害者，低於者則會視為被害者看待。此法律的設立目的之一是為了保護兒少免受性侵或性剝削。最低合法性行為年齡通常為16-18歲，但其範圍可延伸至12-20歲，一些文化的最低性行為年齡是依據非成文的習俗或傳統而定。這類法律也可能因性行為的類型、參與者的性別等考慮因素而有不同的調整，比如真誠相信對方為成年人、兩小無猜等。
在印第安納大學任教法律的珍妮弗·A.·德羅巴克認為，應充許16-21歲的年輕成年人對年紀明顯較大的人所發出，且有關與自身發生性行為的建议「予以准许」（offer assent），而非「同意」，並容許他們在任何時間撤銷它。

### 心智問題
在法律上，也可能會假定阿茲海默症患者或患有其他類似疾病者沒有能力對性事給予有效同意；即使對其配偶表示同意也好，法律也可能認定該同意無效。紐約的法律並不認定無能力透過口頭或非口頭溝通，並表示不同意的身障者能夠給予有效同意；對於因心智疾病或問題而不能理解性事者而言也是如此。南卡羅來納的法律規定當地任何人若跟心智問題或無能力者發生性行為，即判處監禁10年。法律教授德博拉·丹諾認為，應容許部分心智有問題者对性行為表達法律上有效的同意，她指他們：「有權這樣做……不必要的嚴格道德限制侵犯了這一權利」。

### 神志不清或醉倒
一些司法管轄區的法律會假定受藥物或酒精影響而神志不清者沒有能力給予有效同意。密歇根州便是其中之一——當地法律規定跟不能控制自身行為的「精神上無行為能力」者發生性行為屬犯罪。
在加拿大，是否受到藥物或酒精影響是法律上認定一個人有沒能力給予有效同意的影響因素。然而當地法律會依據一系列因素來判斷當事人受藥物或酒精影響的程度，繼而判斷其有沒能力給予有效同意。這包括喝醉或受藥物影響的程度、當事人是否自願攝取酒精或藥物。加拿大最高法院已規定若某人醉到神智不清的程度，便不能對性行為給予有效同意。加拿大法官裁定醉酒的人可以對性行為給予有效同意之後，便引起群眾對此的不服；然而CBC所訪問的一名法律專家表示，在加拿大法底下，「醉酒之下所給予的同意仍是（有效的）同意」。
在加拿大，睡著或神志不清的人不能對性行為給予有效同意。

### 處於被信任的地位或權威狀態
加拿大法院在評估當事人是否同意參與一段性關係時，會考慮對於原告而言，被告是否處於「被信任的地位或權威狀態」，並視該些地位會破壞同意的有效性。儘管此一考慮要點為加拿大法律的一部分，但其對於如何定義「被信任的地位或權威狀態」仍有爭議。处于這一地位的人物例子包括教師、雇主或老闆、營地輔導員、醫療保健專業人員、教練。

### 欺騙和隱瞞
若某方以欺騙和隱瞞的方式來獲取他人的同意，那麼該次的同意便有可能認定為無效。舉例來說，若甲方已同意與乙方進行性行為，但乙方在相關問題上說了謊，那麼甲方便不能對此給予完全知情的同意。就欺騙的情況而言，欺騙者可就以下範疇作出虛假陳述，誘使他人不能給予完全知情的同意：年齡、性別、婚姻狀況、工作狀況、宗教信仰、性傳播感染史及相關檢測狀況、給予人「自身伴侶是某人的伴侶」的印象、謊稱接下來要進行的性行為是醫療行為。事例包括美國加州曾有一名男子在18歲女子的男朋友走了後，潛進其房間，使她認為該男子就是自己的男友；一名以色列男子對一名女性謊稱自己是飛行員及醫師後，要求其跟自己發生性关系；一名美國男子以謊稱自己是國家美式足球聯盟的足球員的方式來獲取他人的同意。
亞歷山德拉·西姆斯撰文稱，英國的性犯罪法要求跨性別人士在獲得伴侶的同意前，告知他們有關自身性別史的資訊，以讓他們的同意為完全知情的。跨性別活動家蘇菲·庫克稱此一法律侵犯了跨性別人士的私隱和人權。

## 教育倡议
不少地方的性教育已經包含有關同意的內容及討論，這一趨勢在高中和院校的性教育課程更為明顯。英國個人、社會、健康與經濟教育協會積極往當地校園引入的性教育項目當中，包含「合意的性关系」、「同意的意義及重要性」、「強暴迷思」等內容。美國加利福尼亞大學柏克萊分校也把且「中途沒有撤銷的肯定式同意」納入教育及校園守則的範圍內。加拿大安省政府已向多倫多引入一套包含同意及溝通等內容在內的修訂版性教育課程。許多大學都開展了有關「同意」這件事的活動。相關活動和口號能有效地提高校園內對性侵犯等問題的關注。
據《衛報》報導，牛津大學和劍橋大學皆開設了同意工作坊，其中之一更包括「一項有關性/別罪行發生率的小測試」和三個虛構的「性情景」——它們分別有關在派對上猥亵他人、一段一名伴侶突然不想繼續進行的模擬性关系、一對喝醉了酒且想發生性關係的伴侶。這些工作坊的目的在於要人思考在該些情景中參與者是否有徵求對方並獲得了同意。

## 延伸閱讀
- Archard, David. Sexual consent. Westview Press, 1998.
- Cowling, Mark. Making Sense of Sexual Consent. Routledge, 2017.
- Ehrlich, Susan. Representing Rape: Language and Sexual Consent. Routledge, 2003.
- Primoratz, Igor. "Sexual Morality: Is Consent Enough?". Ethical Theory and Moral Practice. September 2001, Volume 4, Issue 3, pp 201–218.
- Refinetti, Roberto. Sexual Harassment and Sexual Consent. Routledge, 2018.